# Grupo Santa Helena
El Grupo Santa Helena va ser un grup de pintors que es va formar a partir de mitjans de la dècada del 1930 i que es reunia en els tallers de Francisco Rebolo i Mario Zanini, situats en el Palauet Santa Helena, un edifici situat en la Plaça de la Sé, a la ciutat de São Paulo. El palauet va ser tirat a terra el 1971, a causa de necessitat d'obrir espai en la Plaça de la Sé per la construcció de la futura estació del Metro de São Paulo. El grup es va reunir en els tallers col·lectius fins a l'inici de la dècada del 1940, quan aquests tallers van desaparèixer.

## Orígens
El Grupo Santa Helena es va formar de manera espontània, sense grans pretensions, i cap compromís conceptual. La majoria dels seus membres era d'origen italià: Alfredo Volpi i Fúlvio Penacchi (immigrants italians); Aldo Bonadei, Alfredo Rizzotti, Mario Zanini, Clóvis Graciano i Humberto Rosa (fills d'italians). El grup encara comptava amb paulistes d'altres orígens com: Francisco Rebolo (fill d'espanyols) i Manuel Martins (fill de portuguesos). Tots d'origen humil, per sobreviure, exercien activitats artesanals i proletàries.
La pintura era practicada en els caps de setmana o en els moments de descans. L'origen social humil i les afinitats professionals van dur a Mário de Andrade a nomenar-los Artistas Proletários, malnom que va perdurar i els va caracteritzar dins el moviment modernista brasiler.
La major part d'ells va anar al Liceu de Artes e Oficios o a l'Escola Profissional Masculina do Brás. No obstant això, conscientment o no, reduïen aquest aprenentatge a les tècniques de pintura i dibuix i no a les orientacions acadèmiques d'ordre formal.
En aquesta època, es van constituir a São Paulo diverses associacions de pintors, com la Sociedade Pró-Arte Moderna (Spam) i el Clube dos Artistas Modernos (CAM), englobant els participants de la Setmana del 22. Aquests grups eren formats per intel·lectuals i membres de l'elit paulista, que es trobaven a una enorme distància amb relació als integrants del Santa Helena i d'altres nuclis proletaris, dels quals en tenien poc o cap coneixement.
La unió del grup, que va perdurar per molts anys, pot ser explicada com reacció a l'enorme prejudici existent amb relació als immigrants pobres i els seus descendents, per part no només de les elits, formades per famílies brasileres, sinó també per part de les famílies d'immigrants que havien aconseguit fer fortuna al Brasil. Aquest prejudici va quedar evident en incomptables crítiques que van sorgir al treball del Grup, principalment quan van començar a despertar l'atenció i a amenaçar posicions ja definides. Mário de Andrade, d'altra banda, reconeixia la importància dels santahelenistes, identificant en ells una escola paulista, amb un modernisme moderat.
Amb excepció dels que ja havien estudiat en Europa, com Pennacchi, Rizzotti i Bonadei, el contacte dels integrants del Grup amb la producció artística d'allà era bastant precari i obtingut amb professors en el Brasil. Bonadei va estudiar amb Pedro Alexandrí, Antonio Rocco i Amedeo Scavone; Graciano va ser alumne de Waldemar de la Costa i Zanini va estudiar amb Georg Elpons.
La perseverança del Grup, que continuava en la lluita per la supervivència, despertava l'interès i acollia nous amics i socis. Així, amb el temps, el lloc va passar a ser el punt de trobada de molts altres artistes.
El principal mèrit del Grupo Santa Helena va ser haver donat a conèixer alguns dels més importants artistes plàstics brasilers del segle xx.

## Exposicions
El 1937 va ser realitzada una exposició de l'anomenada "Família Artística Paulista", agregant un conjunt d'artistes i incloent tot el Grupo Santa Helena que, d'aquesta manera, van presentar els seus treballs al públic per primera vegada. A partir d'aquí, el Grup es va fer conegut i va despertar l'interès de Mário de Andrade, que en ells va identificar una "escola paulista".
El 1940, l'"Exposició de Pintors Francesos", presentant Cézanne, Picasso, Braque i Juan Gris, entre d'altres, va causar enorme impacte i va començar a redirigir els camins de diversos integrants del Grup, i a distanciar-los en la temàtica o en els aspectes formals.

## Membres
Els membres del Grupo Santa Helena, i les seves respectives activitats i professions eren:
- Alfredo Volpi i Mario Zanini eren decoradors-pintors de parets
- Francisco Rebolo va ser jugador de futbol, decorador-pintor de parets
- Clóvis Graciano era ferroviari
- Fulvio Penacchi era el propietari d'una carnisseria
- Aldo Bonadei era figurista i bordador
- Alfredo Rizzotti era mecànic i torner
- Manuel Martins era orfebre;
- Humberto Rosa era professor de dibuix.
- Vilanova Artigas era enginyer arquitecte